# Moltkia intermedia
Moltkia intermedia är en strävbladig växtart som först beskrevs av Karl Otto Froebel, och fick sitt nu gällande namn av J. Ingram. Moltkia intermedia ingår i släktet Moltkia och familjen strävbladiga växter. Inga underarter finns listade i Catalogue of Life.